# Левон VI

Герб Льва V. На ньому сполучено герби роду Хетумянів, Єрусалимського царства й династії Лузіньянів

Левон VI (іноді Левон V; 1342 — 29 листопада 1393) — останній король Кілікійської Вірменії з вірменської гілки французького дворянського роду де Лузіньян. Правив з 1374 до 1375 року.
Левон був сином Іоанна де Лузіньян (конетабля й регента Вірменії) та його дружини Солдани Грузинської, дочки царя Грузії Георгія V Блискучого. 1360 року був посвячений у лицарі Ордена Меча, а 17 жовтня 1372 року став сенешалем Єрусалима.

## Король Вірменії
Лицарю-хрестоносцю Левону де Лузіньяну судилось стати останнім королем Кілікійської Вірменії та перебувати на троні сім місяців. 1374 року майбутній монарх прибув до міста Сіс, де 14 вересня, в день Хрестовоздвиження, Левон із дружиною, Маргаритою де Суасон, (фр. Marguerite de Soissons) був помазаний на царство у столичному кафедральному соборі Святої Софії.

### Падіння королівства
1375 року, точно прорахувавши, що папа Григорій XI вкотре порушить обіцянку допомогти Кілікії та не відрядить армію, мамлюки перетнули вірменський кордон. Левон не зміг стримати натиск військ та закріпився у Сіській цитаделі, розташованій на скелі. Мамлюки зазнавали невдачі за невдачею, але влучним лучникам удалось поранити Левона VI. Легіонери-кіпріоти вирішили врятувати себе через зраду й видачу короля. Проникнувши до вежі, де лежав поранений король, вони спробували викрасти його, проте загін охоронців Левона VI відбив атаку зрадників.
Захисники, виснажені тривалою облогою, вже були на межі здачі фортеці, коли Левон отримав охоронну грамоту Алеппського еміра, що гарантувала життя йому та його родині у разі здачі Сіса. Розуміючи марність спротиву, Левон здався та був уведений до Каїра разом із родиною, католикосом Погосом I і князями.
За рік удалось викупити католикоса Погоса I й королеву Маріун, у якої за час перебування в полоні померли обидві дочки. Отримавши свободу, королева переїхала до Єрусалима, де оселилась у вірменському монастирі Сурб Акоб (Святого Якова), там і прожила до своєї смерті.
Пілігрим Жан Дардел, з яким Левон познайомився у серпні 1377 року, повернувшись до Європи зумів умовити Хуана I Кастильського заплатити за свободу полоненого монарха, якого зрештою удалось визволити.

## Європа

### Лондон
В надії на відновлення Кілікійського королівства Левон вирушив до Західної Європи прохати папу римського та християнських монархів про допомогу, проте Урбан VI, натомість, нагородив Левона «орденом Золотої троянди» та відрядив його до Британії, де Левон розмістив державну казну на зберігання, довіривши її англійському королю Едуарду III Плантагенету, підписавши угоду про те, що казна буде зберігатись в Англії до тих пір, поки Вірменське Кілікійське царство не буде звільнене й відновлене.

### Сеговія
З Лондона Левон вирушив до Іспанії, де кастильський король Хуан I зробив надширокий жест, подібного до якого немає в анналах історії: 1383 року він подарував Левону VI три міста, що складали серце Кастилії, — Мадрид, Андухар і Вільярреал, а також щорічний подарунок у розмірі 150.000 іспанських мараведі (англ. maravedis).
Дворяни Кастилії, які таким чином ставали васалами прийдешнього лицаря, поставились до такого рішення свого сюзерена з відкритою ворожістю. Після таємничої смерті Хуана I регенти його неповнолітнього сина Енріке III анулювали привілеї, надані Левону VI. Почалось відкрите переслідування Левона з боку дворянства й духовенства. 19 жовтня 1389 року Левон відмовився від усіх привілеїв та вирушив до Франції.

### Париж
Париж влаштував Левону де Лузіньяну, скинутому монарху, палкий прийом. Король Карл VI у супроводі двору й городян зустрічав Левона на підступах до столиці. Левон оселився в Парижі, досі плекаючи надії на відновлення Кілікійської держави. Він здійснив спробу налагодити відносини між Францією та Англією, які на той час перебували у стані війни, сподіваючись отримати допомогу для визволення своєї країни під час нового хрестового походу, але все було марно.

## Смерть

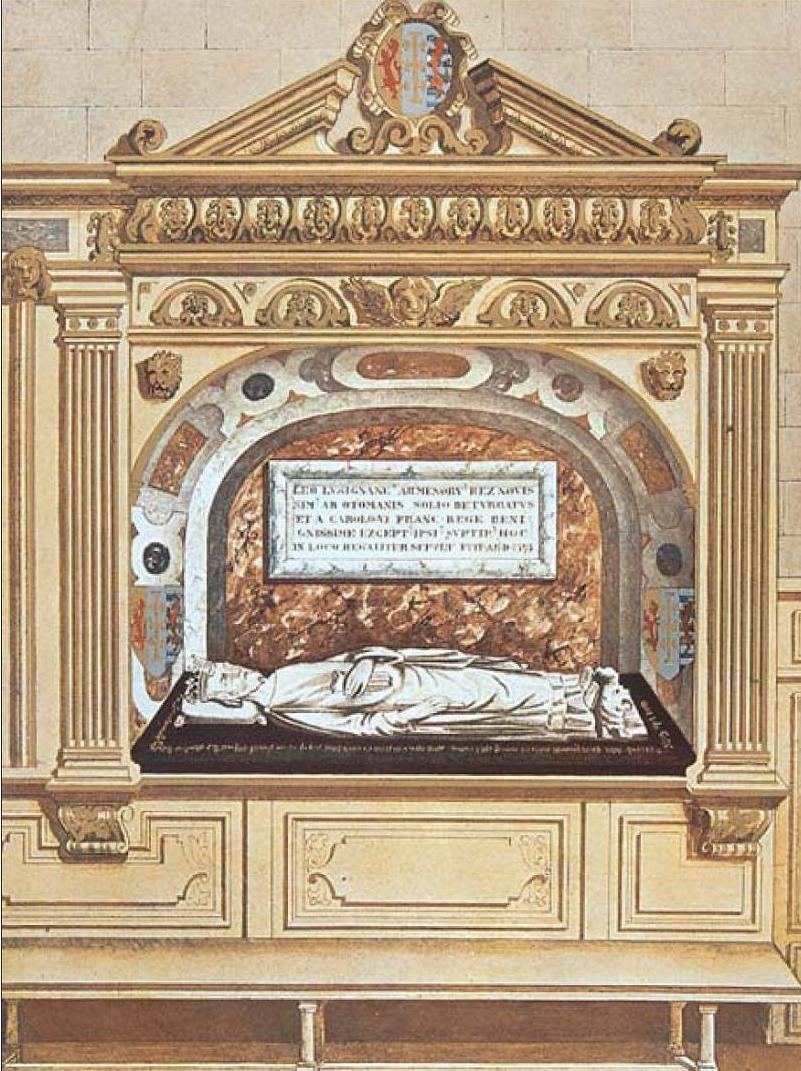
Оригінальна гробниця Левона де Лузіньяна, Париж, монастир целестиців

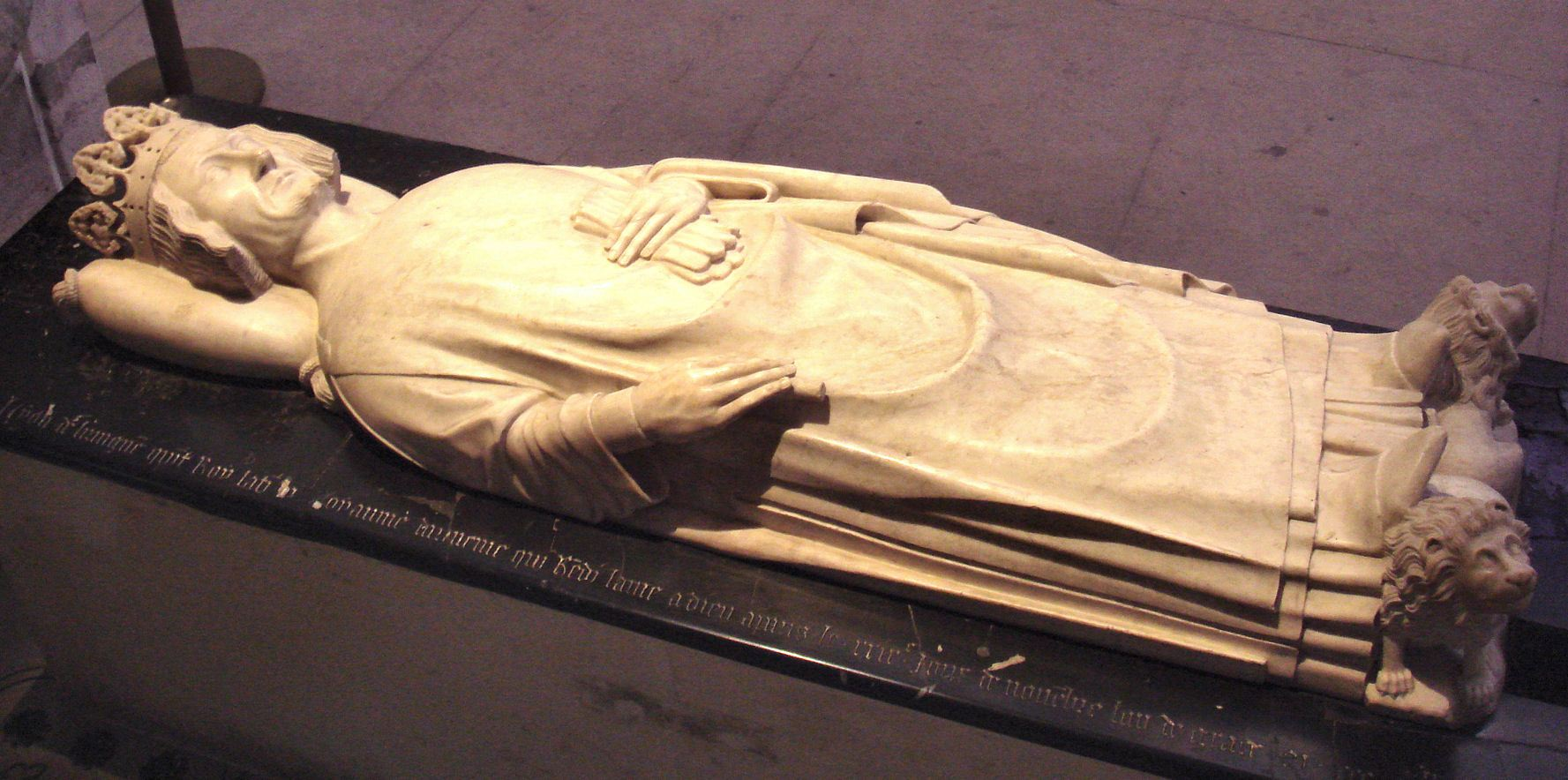
Гробниця Левона VI, Сен-Дені, Франція

Помер Левон у Парижі 29 листопада 1393 року та був похований у монастирі целестинців, другому за значимістю місці для поховання королівських осіб після Сен-Дені.
Після Французької революції надгробок Левона VI перенесли до монастиря Сен-Дені, однак сама могила давно була пустою: рештки короля Вірменії разом із прахом французьких монархів були викинуті французькими революціонерами.